# Tetovo
Tetovo (în macedoneană Тетово, în albaneză Tetova) este un oraș din Republica Macedonia.

## Demografie
Conform recensământului din 2002, orașul Tetovo are 52.915 de locuitori. Componența etnică a sa este următoarea:
- Albanezi - 28,897 (54,6%)
- Macedoneni - 18,555 (35,1%)
- Romi - 2,352 (4,5%)
- Turci - 1,878 (3,6%)
- Sârbi - 587 (1,1%)
- Bosniaci - 156 (0,3%)
- Alții - 490 (0,9%)

| Grup etnic | Recensământul din 1948 | Recensământul din 1948 | Recensământul din 1953 | Recensământul din 1953 | Recensământul din 1961 | Recensământul din 1961 | Recensământul din 1971 | Recensământul din 1971 | Recensământul din 1981 | Recensământul din 1981 | Recensământul din 1994 | Recensământul din 1994 | Recensământul din 2002 | Recensământul din 2002 |
| Grup etnic | Persoane               | %                      | Persoane               | %                      | Persoane               | %                      | Persoane               | %                      | Persoane               | %                      | Persoane               | %                      | Persoane               | %                      |
| ---------- | ---------------------- | ---------------------- | ---------------------- | ---------------------- | ---------------------- | ---------------------- | ---------------------- | ---------------------- | ---------------------- | ---------------------- | ---------------------- | ---------------------- | ---------------------- | ---------------------- |
| Macedoneni | ..                     | ..                     | 7,575                  | 37.5                   | 11,631                 | 45,9                   | 14,415                 | 40.3                   | 17,817                 | 38.3                   | 19,439                 | 38.6                   | 18,555                 | 35.1                   |
| Albanezi   | ..                     | ..                     | 7,155                  | 35.4                   | 6,435                  | 25.4                   | 15,388                 | 43.1                   | 21,741                 | 46.7                   | 25,128                 | 49.9                   | 28,897                 | 54.7                   |
| Turci      | ..                     | ..                     | 4,470                  | 22.1                   | 5,864                  | 23.1                   | 3,543                  | 9.9                    | 2,757                  | 5.9                    | 2,073                  | 4.1                    | 2.352                  | 3.6                    |
| Romi       | ..                     | ..                     | 227                    | 1.1                    | 0                      | 0.0                    | 823                    | 2.3                    | 1,709                  | 3.7                    | 2,260                  | 4.5                    | 2,352                  | 4.5                    |
| Vlahi      | ..                     | ..                     | 11                     | 0.1                    | 0                      | 0.0                    | 0                      | 0.0                    | 4                      | 0.0                    | 18                     | 0.0                    | 13                     | 0.0                    |
| Sârbi      | ..                     | ..                     | 481                    | 2.4                    | 839                    | 3.3                    | 920                    | 2.6                    | 877                    | 1.9                    | 830                    | 1.7                    | 587                    | 1.1                    |
| Bosniaci   | ..                     | ..                     | 0                      | 0.0                    | 0                      | 0.0                    | 0                      | 0.0                    | 0                      | 0.0                    | 0                      | 0.0                    | 156                    | 0.3                    |
| Alții      | ..                     | ..                     | 290                    | 1.4                    | 588                    | 2.3                    | 656                    | 1.8                    | 1,618                  | 3.5                    | 596                    | 1.2                    | 477                    | 0.9                    |
| Total      | 17,132                 | 17,132                 | 20,209                 | 20,209                 | 25,357                 | 25,357                 | 35,745                 | 35,745                 | 46,523                 | 46,523                 | 50,344                 | 50,344                 | 52,915                 | 52,915                 |
|            |                        |                        |                        |                        |                        |                        |                        |                        |                        |                        |                        |                        |                        |                        |